# Vilhelm Thomsen
Vilhelm Ludwig Peter Thomsen (ur. 1842 w Kopenhadze, zm. 1927 tamże) – duński językoznawca, który specjalizował się w językach indoeuropejskich i bałtyckofińskich, lecz największego odkrycia dokonał w zakresie turkologii.
W 1867 ukończył studia na Uniwersytecie Kopenhaskim. W 1869 r. uzyskał doktorat na podstawie napisanej po duńsku rozprawy o wpływie gockim na języki fińskie. Od 1870 r. zatrudniony na pół etatu na Uniwersytecie Kopenhaskim jako wykładowca językoznawstwa porównawczego. Uniwersytetowi temu pozostał wierny aż do emerytury w 1913 roku.
W 1893 r. odcyfrował tzw. staroturkijski (= staroturecki, orchońsko-jenisejski) alfabet runiczny. Napisy nagrobne zapisane tym alfabetem były znane już wcześniej, ale nie wiedziano, w jakim są sporządzone języku, ani nie umiano odczytać pisma. Thomsen list o swoim odkryciu wysłał do Helsinek w końcu listopada 1893 r., ale z prośbą, aby odczytano go dopiero po 15 grudnia, ponieważ w tym właśnie dniu miał mieć wykład w Duńskiej Akademii Nauk i pragnął, by jego rodacy byli pierwszymi, którzy poznają treść jego odkrycia. Toteż na posiedzeniu fińskiego Towarzystwa Ugro-Fińskiego (Société Finno-Ougrienne) w dn. 2 grudnia 1893 jedynie zapowiedziano, że list Thomsena zostanie odczytany w drugiej połowie miesiąca.
Wykład swój Thomsen opublikował po francusku w Helsinkach dopiero trzy lata później (Inscriptions de l'Orkhon déchifrées, Helsinki 1896), ponieważ rozszerzył go o transkrypcję i przekład fragmentów tekstów orchońskich. W latach późniejszych opublikował jeszcze jedną rozprawkę turkologiczną (Turcica, Helsinki 1916).
Cała pozostała działalność Thomsena wiąże się z badaniami nad językami indoeuropejskimi – albo jako takimi (np. napisane po francusku studium o pokrewieństwie języka etruskiego, 1899) albo o ich powiązaniach z językami bałtyckimi i bałtofińskimi.

## Odznaczenia
W 1892 został odznaczony Odznaką Honorową Orderu Danebroga, w 1896 nagrodzony Złotym Medalem Zasługi, w 1901 Komandorią Orderu Danebroga, a w kilka lat później Krzyżem Wielkim Orderu Dannebroga. W 1912 otrzymał najwyższe duńskie odznaczenie – Order Słonia, jako pierwszy z nieposiadających tytułu szlacheckiego Duńczyków w historii. Posiadał też odznaczenia pruskie: Order Pour le Mérite za Naukę i Sztukę otrzymany w 1911 oraz Order Orła Czerwonego II klasy, a także fińskie: Krzyż Wielki Orderu Białej Róży i Order Krzyża Wolności I klasy.